# Jay Lycurgo
Jay Lycurgo, född den 6 februari 1998, är en brittisk skådespelare.
Jay Lycurgo har bland annat medverkat i TV-serien Titans där han spelade Tim Drake. I filmen Steve spelar han studenten Shy.

## Filmografi (i urval)
- 2021–2023 – Titans (TV-serie)
- 2022 – The Batman
- 2025 – Steve
- 2025 – Eternal Return